# Snörmakare
Snörmakare var före industrialiseringen ett skrå av hantverkare som tillverkade finare snören och band, snoddar, fransar, galoner, gage, ligatur, band (spec sidenband) och liknande. Snörena tillverkades på speciella vävstolar med trampor.
När varorna började fabriksproduceras under 1800-talet försvann snörmakarskrået successivt. Under frihetstiden var snörmakarna inblandade i en långvarig tvist med gulddragarskrået.
Författaren Gustaf Hellströms bok Snörmakare Lekholm får en idé handlar om den svenska ståndscirkulationen, hur personer från lägre stånd kunde ta sig upp i samhällshierarkin och följderna av detta. (Jfr klassresa.)